# Da consumarsi entro la fine
Da consumarsi entro la fine è un album musicale del gruppo Io?Drama pubblicato nel 2010.

## Tracce
1. Fosse stanotte l'ultima
2. Musabella
3. Saverio
4. Preghiera agnostica
5. Dafne in tangenziale
6. Din din delirio
7. Auto aut aut
8. Nel naufragio
9. Quello che lasci
10. Sinuosa
11. Gli ultimi versacci di Gregor Samsa